# Ephedrus lacertosus
Ephedrus lacertosus is een insect dat behoort tot de orde vliesvleugeligen (Hymenoptera) en de familie van de schildwespen (Braconidae). De wetenschappelijke naam van de soort werd voor het eerst geldig gepubliceerd door Alexander Henry Haliday in 1833.